# 娛壹
娛壹是由數名《壹週刊》娛樂組、《蘋果日報》娛樂組的員工開設的娛樂媒體平台，於2021年創立。
格言為「娛壹，始終如一」。

## 外部連結
- 娛壹在Patreon上的賬號 （页面存档备份，存于）
- 娛壹的Facebook專頁
- 娛壹的Instagram帳戶
- YouTube上的娛壹 As One頻道